# コンラード・ファンフィーレン
コンラード・ファンフィーレン（Conraad van Vuuren、1995年9月4日 - ）は、ユナイテッド・ラグビー・チャンピオンシップライオンズに所属するラグビーユニオン選手。

## プロフィール
- 南アフリカ共和国・マガリスブルク出身[1]。
- ポジションはプロップ(PR)。
- 身長 182cm、体重 115kg[2]。

## 略歴
ブルズを経て、2019年12月、サンウルブズの2020シーズンスコッドに選ばれた。
サンウルブズ解散後、チーターズ、フリーステイト・チーターズを経て、2023年、ライオンズに加入。